# Занурена бурова установка

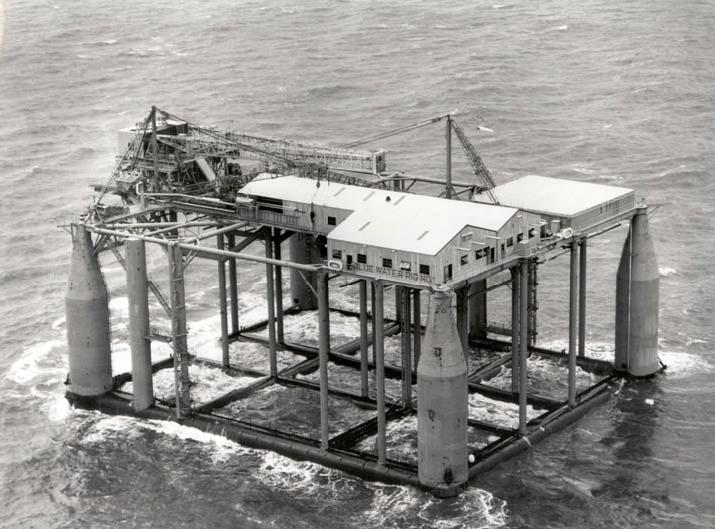
Blue Water Rig No. 1

Зану́рена бурова́ устано́вка (англ. Submersible rig) — не дуже поширений тип бурових установок, особливість конструкції яких полягає в здатності занурюватися у воду.

## Історія
Першою офшорною мобільною буровою платформою була  Hayward-Barnsdall  Breton Rig 20 , вперше діяла в 1949 р.

## Загальний опис
Занурену бурову установку можна використовувати на невеликих глибинах. Вона являє собою платформу з двома, розміщеними один над одним, корпусами. У верхньому корпусі розташовуються житлові приміщення для екіпажу, як і на звичайній буровій платформі. Нижня частина заповнюється повітрям, чим забезпечується плавучість при переміщенні, а після приходу на місце призначення, повітря з нижнього корпусу випускається, і бурова платформа занурюється на дно.
Перевагою занурених установок є висока мобільність, але при цьому глибина виконання бурових робіт невелика і не перевищує 25 метрів.